# Walerija Pride
Walerija Pride (ros. Валерия Прайд), właśc. Walerija Wiktorowna Udałowa (ros. Валерия Викторовна Удалова, ur. 23 maja 1960) – rosyjska futurolog, socjolog, teoretyk transhumanizmu, jedna z założycieli Rosyjskiego Ruchu Transhumanistycznego, oraz jedna z założycieli i obecna dyrektorka firmy oferującej krioprezerwację KrioRus.

## Życiorys
W 1984 Walerija Pride ukończyła studia w Moskiewskim Instytucie Fizyczno-Technicznym ze specjalnością „Termodynamika i dynamika gazów”. Zajmowała się biznesem, pisarstwem i muzyką rockową.
W 2005 miała swój udział w powstaniu Rosyjskiego Ruchu Transhumanistycznego (obecnie jest członkiem jego rady koordynacyjnej), a w 2006 firmy KrioRus. Często występuje w mediach promując futurologię, transhumanizm, krionikę i nieśmiertelność.
Jesienią 2006 Walerija Pride jako jedna z pierwszych uczonych rosyjskich zadawała pytania o asembler molekularny (termin wprowadzony przez K. Erica Drexlera w 1986), wygłaszając na międzynarodowej konferencji «Проекты будущего» (Projekty przyszłości) wykład «Наноассемблер как приоритетный национальный мега-проект России» („Nanoasembler jako priorytetowy narodowy megaprojekt Rosji”).
W 2007 prowadziła rozmowy okrągłego stołu pod hasłem «Влияние науки на политическую ситуацию в России: взгляд в будущее» (Wpływ nauki na sytuację polityczną w Rosji: wizja przyszłości) w Dumie Państwowej Federacji Rosyjskiej.
W 2008 prowadziła unikatowy kurs video w telewizji СГУ ТВ „Модификация человека в XXI веке” (Modyfikacja człowieka w XXI w.). W maju tegoż roku brała udział w pracach eksperckich nad projektem federalnym «Российский дом будущего» (Rosyjski dom przyszłości). W 2008 i 2009 była konsultantem naukowym fundacji „Наука за продление жизни” (Nauka dla Przedłużania Życia).
Od października 2008 dzieli pracę w KrioRus z pracą badawczą nad schematem Системная схема старения человека (Systemowy schemat starzenia się człowieka).
Od lipca 2009 jest prezesem firmy KrioRus.
W 2008 pies Waleriji Pride, 15-letnia suczka mieszaniec Alice (Алис), była poddana krioprezerwacji w firmie KrioRus jako pierwsze w Rosji zwierzę.
W 2009 matka Waleriji Pride, Lubow Czorna, została poddana krioprezerwacji.

### Prace naukowe
- Крионика и медицина, w: Walerija Udałowa, Igor Artiuchow, Daniła Miedwiediew, Jewgienij Szumiłow: «Медична практика. Органiзацiйнi та правовi аспекти». T. 4. Киев, Украина: 2010, s. 104-109.
- Феномен NBIC-конвергенции: Реальность и ожидания, w: «Философские науки», № 1, 2008, s. 97-117, wraz z Daniłą Miedwiediewem
- Интеллект как фактор эволюционного развития «Новые технологии и продолжение эволюции человека? Трансгуманистический проект будущего». Валерия Прайд, Андрей Витальевич Коротаев. Издательство ЛКИ, 2008, s. 16-30. ISBN 978-5-382-00795-3.
- Увеличение продолжительности жизни: социальные изменения, прогнозы, w: «Новые технологии и продолжение эволюции человека? Трансгуманистический проект будущего». Валерия Прайд, Андрей Витальевич Коротаев. Издательство ЛКИ, 2008, s. 85-111. ISBN 978-5-382-00795-3.
- Влияние высоких технологий на ход глобализации: надежды и опасения, w: «Новые технологии и продолжение эволюции человека? Трансгуманистический проект будущего». Валерия Прайд, Андрей Витальевич Коротаев. Издательство ЛКИ, 2008, s. 122-147. ISBN 978-5-382-00795-3.
- Научные и организационные перспективы увеличения продолжительности жизни, w: «Материалы VII Всероссийского конгресса „Профессия и здоровье”». Москва, 25-27 ноября 2008 г.. Антонов Д.П.. Москва, Россия: Издательство «Графикон», 2008, s. 626-628. ISBN 978-5-7164-0604-9.
- Проблема изменения биологического облика человека в работах К. Э. Циолковского. readings.gmik.ru. [zarchiwizowane z tego adresu (2016-03-07)]., w: Валерия Прайд (В. В. Удалова): «К. Э. Циолковский: исследование научного наследия: материалы XLIII научных чтений памяти К. Э. Циолковского». Н. Г. Белова, Г. А. Сергеева, С. А. Соколова. Калуга, Россия: Издательство «Эйдос», 2008, s. 213-215. ISBN 978-5-902948-10-0.
- О преемственности идей космизма и трансгуманизма. readings.gmik.ru. [zarchiwizowane z tego adresu (2009-04-17)]., w: Валерия Прайд (В. В. Удалова): «Материалы XLII научных чтений памяти К. Э. Циолковского». Н. Г. Белова, Г. А. Сергеева, С. А. Соколова. Калуга, Россия: Издательство «Эйдос», 2007, s. 158-159. ISBN 978-5-902948-10-0.
- Проблема человеческого будущего: универсальный эволюционизм или направленное саморазвитие?. readings.gmik.ru. [zarchiwizowane z tego adresu (2008-04-15)]., w: Валерия Прайд (В. В. Удалова): «Материалы XLII научных чтений памяти К. Э. Циолковского». Н. Г. Белова, Г. А. Сергеева, С. А. Соколова. Калуга, Россия: Издательство «Эйдос», 2007, s. 160-162. ISBN 978-5-902948-10-0. Wraz z Daniłą Miedwiediewem.
- Наноассемблер как приоритетный национальный мега-проект России – teksty wystąpień na międzynarodowej konferencji „ПРОЕКТЫ БУДУЩЕГО: МЕЖДИСЦИПЛИНАРНЫЙ ПОДХОД” (Projekty przyszłości: podejście interndyscyplinarne), 16-19 października 2006, autor – Валерия Прайд (В. В. Удалова), Звенигород Московской обл.

### Publicystyka
- Будущее сейчас, czasopismo Discovery, №11(23), 2010 г. – popularny artykuł o przyszłości biotechnologii i energetyki
- Никаких струльдбругов!, czasopismo „Discovery”, № 6, 2009, s. 36-37 – o skutkach socjologicznych radykalnego przedłużenia życia
- Эстетика будущего, czasopismo „Discovery”, № 5, 2009, s. 92-97, wraz z Jekateriną Kokiną – artykuł o przyszłości sztuki i wpływach postępu technologicznego.
- Наше ультрафиолетовое будущее, „Discovery”, № 4, 2009, s. 18-23
- На Юпитере как дома?, „Discovery”, № 3, 2009.
- Влияние интеллекта на эволюцию человека. video.google.com. [zarchiwizowane z tego adresu (2011-06-11)].. Jeden z wykładów video Waleriji Udałowej na kanale СГУ-ТВ w 2008.
- 2017, czasopismo „Sync”, №4, 2008 – prognoza technologiczna na 2017 rok.
- «Сексуальность на перепутье», „Sync”, №5, 2008
- Cryonics in Russia. cryonics.org. [zarchiwizowane z tego adresu (2010-11-21)].. Artykuł Waleriji Pride o krionice w j. angielskim, The Immortalist, wrzesień 2007.
- Управляет ли интеллект эволюцией человека?, czasopismo „Реальность фантастики”, #6 (46), 2007
- Упорядоченный вихрь технологий или Что такое NBIC-конвергенция?, czasopismo „Реальность фантастики”, #11 (51), 2007
- Трансгуманизм – дорога в будущее (Transhumanizm – droga w przyszłość), czasopismo „Послезавтра”, № 1, 2007
- Влияние интеллекта на эволюции человека или Первая аксиома трансгуманизма, czasopismo „Эволюция», № 2, 2005 г. – artykuł o ewolucyjnej bazie transhumanizmu.

## Wywiady
- Д. Карпицкая. 15 россиян отправились в будущее. Газета „Московский комсомолец”, № 11 (25.529) z 21.01.2011
- История успеха Валерии Прайд – audycja o krionice w radiu „Финам-FM” 17.11.2010, prowadząca: Елена Лихачева
- Алиса Ксеневич. В России заморозили на будущее уже 14 человек, gazeta „Обозреватель”, Białoruś, 11.10.2010
- Человек: от эволюции к автодизайну – wywiad o transhumanizmie w ramach autorskiego programu Alexandra Neckless (Александра Неклессы) „Будущее где-то рядом”.
- Е. Дорогова. Мороз по коже. Czasopismo «Discovery» № 3 (15) 2010, s. 38-44
- «Когда по соседству будет жить железный человек?» (Kiedy sąsiadem będzie człowiek z żelaza?). Wywiad o cyborgizacji na kanale «Россия», 3 kwietnia 2009.
- А. Терехов. Бессмертие за деньги: Криозаморозка становится трендом для богатых. (Nieśmiertelność za pieniądze: Krionika staje się modą dla bogaczy) Czasopismo «РБК Бизнес-Стиль» z 22.01.2008
- Е. Помельникова. Криосохранение – «путевка в вечность» (Krioprezerwacja – „podróż do wieczności”). Gazeta «Вечерняя Москва», № 11 (24789) z 24.01.2008
- В. Емельяненко. Постчеловеки идут. Czasopismo «Профиль» № 31(539) z 27.08.2007
- К. Фрумкин. Наследники нефтяного престола. Czasopismo «Компания» №30 (475) z 20.08.2007